# KOSÉ
Công ty Cổ phần KOSÉ (株式会社コーセー Kabushiki-kaisha Kōsē) là một công ty đa quốc gia về chăm sóc sắc đẹp của Nhật Bản với các sản phẩm bao gồm mỹ phẩm, chăm sóc da và chăm sóc tóc.

## Lịch sử hình thành
Công ty được thành lập năm 1946 bởi Kozaburo Kobayashi cùng con trai là nhà hóa học chính. Năm 1956, công ty thành lập Albion, nhà sản xuất mỹ phẩm cao cấp. KOSÉ và L'Orèal của Pháp đã ký một thoả thuận về hợp tác công nghệ kéo dài cho đến năm 2001. Công ty mở rộng sự hiện diện quốc tế tại châu Á trong những năm 1960, Tên của công ty đã được đổi thành hiện tại vào năm 1991 đến năm 2000 nó đã được liệt kê trên Phần thứ nhất của Sở Giao dịch Chứng khoán Tokyo. Kazutoshi Kobayashi, cháu nội của người sáng lập, đã tiếp nhận chức vụ Giám đốc điều hành của công ty vào năm 2007. Dưới sự lãnh đạo của Giám đốc điều hành mới KOSÉ đã giới thiệu mỹ phẩm JILL STUART sau khi công ty này mua lại quyền thương hiệu toàn cầu cho thương hiệu này trong năm 2009. KOSÉ mở rộng sang Châu Âu và thị trường Bắc Mỹ khi mua mỹ phẩm Tarte vào năm 2014.

## Giới thiệu chung
Thương hiệu mỹ phẩm danh tiếng Kosé ra đời vào năm 1946, chỉ 6 tháng sau khi cuộc thế chiến thứ 2 kết thúc. Kosé ra đời với mong ước của nhà sáng lập thương hiệu Kosé – ông Kozaburo Kobayashi là tạo ra những mỹ phẩm mang đến ước mơ và hy vọng cho người dân Nhật Bản, đặc biệt là phụ nữ lúc bấy giờ. Kosé đã đáp ứng được mọi nhu cầu đa dạng của phái đẹp đất nước mặt trời mọc cũng như chạm đến những xúc cảm thầm kín của họ về làm đẹp. Bên cạnh đó, trong suốt 70 năm lịch sử, Kosé cũng là thương hiệu tiên phong, là “cha đẻ” của nhiều mỹ phẩm đầu tiên trên thế giới. Ví dụ  tinh chất dưỡng da serum (1975), phấn nền dạng nén 2-way (1979)…Kosé gần như đã đi trước thời đại vài chục năm khi mà serum phải sang đến tận thế kỷ sau mới thực sự trở thành một cơn sốt trong làng mỹ phẩm toàn cầu.
Để đạt được những thành tựu đó, điều quan trọng nhất phải kể đến đó chính là công nghệ hiện đại được Kosé ứng dụng vào từng sản phẩm. Những thành phần trong mỹ phẩm của Kosé là những chắt lọc tinh túy nhất từ thiên nhiên, chạm đến từng xúc cảm của người dùng. Với Kosé, thứ cảm xúc nhân bản đó mới chính là điều cuối cùng mà hãng muốn mang đến cho từng phụ nữ.
 Năm 1991,  với triết lý độc đáo trong công cuộc kiến tạo sắc đẹp “Tạo ra một nền văn hóa và các giá trị để mang đến vẻ đẹp rất riêng của Kosé qua sự kết hợp tinh tế giữa Công nghệ  và sự duy cảm”. Kosé đã phát triển và mở rộng lĩnh vực kinh doanh thông qua các chiến lược tiếp thị cho các thương hiệu khác nhau, các tuyến bán hàng đa dạng, và nỗ lực để đáp ứng nhu cầu của người tiêu dùng.

## Quảng bá
Các sản phẩm của KOSÉ đã được quảng cáo bởi các người mẫu nổi tiếng như Kate Moss. Thương hiệu DECORTÉ của KOSÉ được chụp ảnh bởi Mario Testino, và Yui Aragaki, cho dòng trang điểm Esprique.